# Caladenia lyallii
Caladenia lyallii là một loài thực vật có hoa trong họ Lan. Loài này được Hook.f. mô tả khoa học đầu tiên năm 1853.

## Hình ảnh

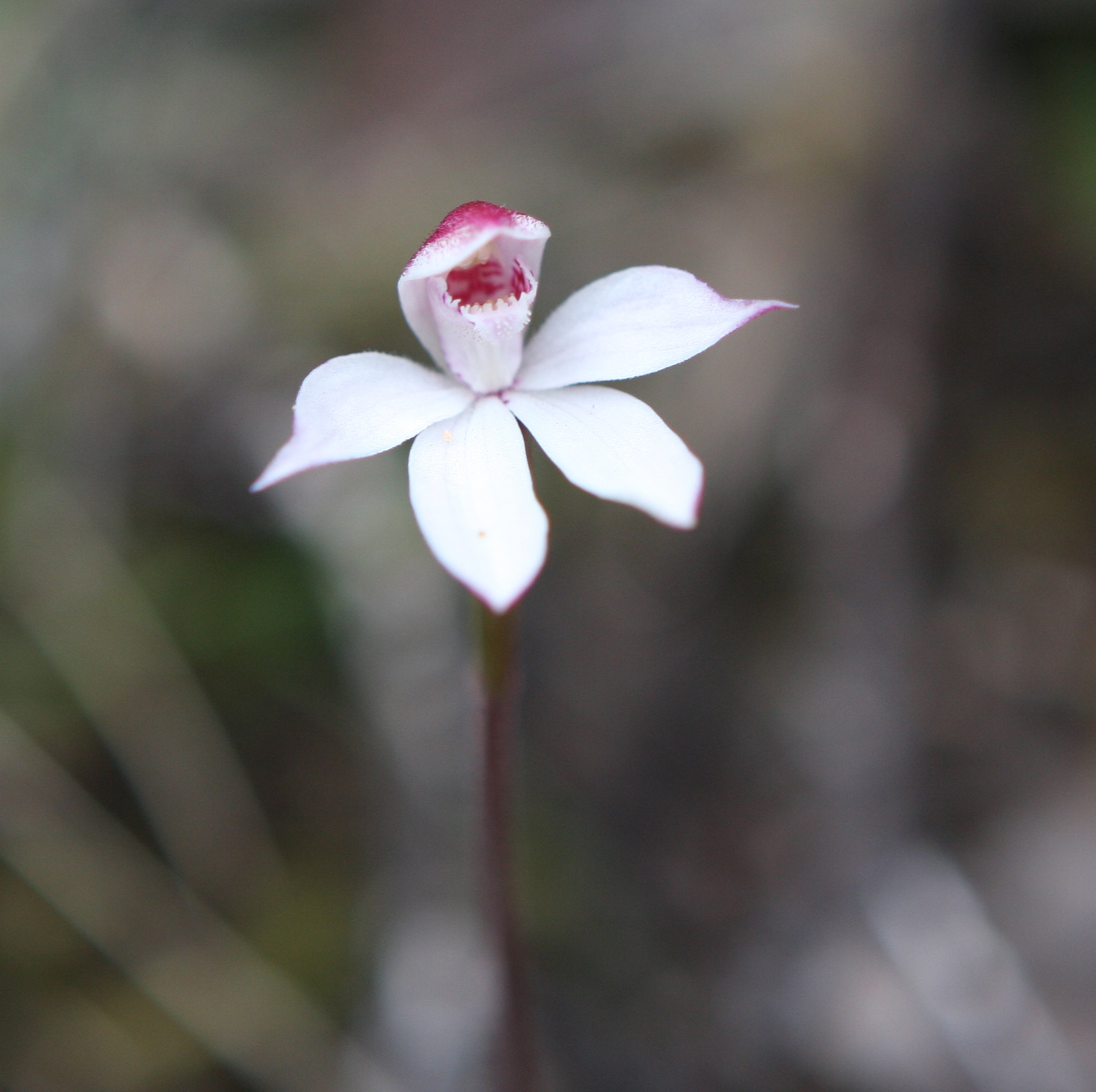